# پمپ آتش‌نشانی
یکی از اصلی ترین بخش از تجهیزات آتش نشانی پمپ آتش نشانی می باشد که آب مورد نیاز عملیات اطفا حریق را جهت فعال کردن تجهیزات نصب شده در محل و یا محلی که آب تعبیه نشده است تامین می کند.

### انواع پمپ آتش نشانی
پمپ های آتش نشانی انواع مختلفی دارند که از جمله می تواند به موارد زیر اشاره کرد:
- پمپ آتش نشانی عمودی خطی (Vertical In Line Fire Pump)
- پمپ آتش نشانی عمودی توربینی (Vertical Turbine Fire Pump)
- پمپ آتش نشانی سانتریفیوژ افقی (End Suction Pump)
- پمپ آتش نشانی دو مکشه (Split Case Pump)

پمپ آتش نشانی عمودی خطی
پمپ های آتش نشانی عمودی خطی به علت طراحی خاص فضای کمتری اشغال می کنند و جهت استفاده در ساختمان ها به دلیل فضای محدود مناسب می باشند.
این پمپ ها معمولا به صورت خطی در امتداد لوله نصب می شوند. ورودی و خروجی این پمپ ها بر یک محور قرار دارند و هنگامی استفاده می شوند که طول عمر پمپ و مصرف کم انرژی مد نظر باشد.

##### پمپ آتش نشانی عمودی توربینی
پمپ های آتش نشانی عمودی توربینی نوعی از پمپ های سانتریفیوژ هستند که برای استخراج آب از داخل قنات ها و سفره های آب زیر زمینی کاربرد دارند. این پمپ ها به پمپ شفت خطی نیز شناخته شده هستند.
تفاوت پمپ آتش نشانی عمودی توربینی با پمپ های کف کش این می باشد که نیروی محرکه کفکش درون آب قرار دارد در صورتی که در پمپ های توربینی نیرو محرکه سطح زمین قرار می گیرد. یک شفت بلند موتور پمپ آتش نشانی عمودی توربینی را به پروانه آن متصل می کند. معمولا موتور های دیزلی یا موتور های AC به این پمپ ها کوپل می شوند.
این پمپ ها شامل انواع یک و یا چند پروانه می باشد. در واقع از مدل های چند پروانه جهت مکش از عمق بیشتر یا فشار بیشتر استفاده می شود.

##### پمپ آتش نشانی سانتریفیوژ تک طبقه افقی
پمپ های آتش نشانی سانتریفیوژ افقی از جمله پر کاربرد ترین پمپ های در بازار هستند که در انواع دیزلی، مکشی، هیدرولیکی و غیره وجود دارند.
پمپ های آتش نشانی سانتریفیوژ افقی بر اساس نیروی گریز از مرکز عمل می کنند. از یک پروانه درون پوسته تشکیل شده است و این گونه عمل می کند که آب به مرکز پروانه وارد و تسط نیروی گریز از مرکز به محیط پروانه انتقال و فشار را افزایش می دهد و از بخش خروجی خارج می شود.

##### پمپ آتش نشانی اسپیلت کیس یا پمپ آتش نشانی دو مکشه
پمپ های آتش نشانی دو مکشه از سری پمپ های گریز از مرکز می باشند. این پمپ از نوع پمپ های افقی می باشد که محفظه حلزونی تک طبقه دارد. اجزای این پمپ قابل تعویض هستند.
پروانه پمپ اسپلیت کیس از نوع شعاعی بسته و دارای دو ورودی سیال می باشد. پروانه این پمپ دارای نیروی محوری نیست و به صورت استاتیکی و دینامیکی عمل می کند. محور پمپ از لحاظ نشت سیال مورد پمپاژ کاملا آب بندی بوده و روی محور در محل آب بندی ها با بوش محافظ پوشش داده شده است. یاتاقان های پمپ نیاز به روغن کاری در طول عمر مفید خود ندارند زیرا بلبرینگ شیار دار آن دارای پوشش می باشند.

##### اندازه پمپ آتش نشانی
اندازه پمپ آتش نشانی باید به صورتی باشد که هم آب مورد نیاز برای فعال کردن تجهیزاتی چون اسپرینکلر را فراهم کند و هم مقداری برای اطفای حریق از طریق شیلنگ های آتش نشانی تامین کند. ظرفیت پمپ های آتش نشانی از نظر آبدهی از 5 تا 25 GPM می باشد و فشار کاری آن ها بین 50 تا 125 PSI می باشد.

###### اجزا پمپ آتش نشانی
پمپ های آتش نشانی معمولا شامل قسمت های زیر می باشند:
- تابلو که شامل فشار سنج و سرعت سنج می باشد.
- پروانه
- پوسته
- شافت
- ناف پمپ
- تخلیه کننده: تجهیزی جهت خالی کردن هوای در پمپ های سانتریفیوژ
- قسمت های ورودی و خروجی پمپ

###### انواع نیرو محرکه پمپ آتش نشانی
پمپ آتش نشانی با دو نیرو محرکه زیر می تواند فعال شود:
- موتور الکتریکال (الکتروموتور): اکثرا جهت تقویت فشار آب استفاده می گردند.
- موتور دیزل: اکثرا جهت تامین آب استفاده می گردند.

| پوسته   | چدن خاکستری، چدن نشکن، برنز، استنلس استیل ریخته گری |
| پروانه  | برنز، استنلس استیل                                  |
| محور    | استنلس استیل                                        |
| آب بند  | نوار گرافیت بدون آزبست                              |
| یاتاقان | بلبرینگ روانکاری شده                                |

نحوه آب گیری پمپ آتش نشانی
پمپ آتش نشانی از دو طریق آب گیری انجام می دهد:
- آب های آزاد
- مخزن ذخیره آب

نکات منحنی عملکردی پمپ آتش نشانی
- هد نقطه شروع و اتمام: این هد نباید از 140 درصد هد نقطه کاری بیشتر باشد.
- نقطه کاری: نقطه کاری از تلاقی دو نقطه هد و دبی و یا بالاتر از آن بدست می آید. اما این نقطه نباید تلورانس منفی داشته باشد.
- بار اضافی: در دبی بیشتر از 150 درصد نقطه کاری هد بیشتر از 65 درصد نباید افت کند.

##### استاندارد پمپ آتش نشانی
مهم ترین استاندارد پمپ آتش نشانی استاندارد NFPA 20 می باشد. این استاندارد جهانی است و در رابطه با پمپ های آتش نشانی، عملکرد، ضوابط نصب و غیره می باشند.
سایر نکات پمپ آتش نشانی
- تست ها و آزمایش ها باید در شرایطی با آب تمیز و در دمای 20 درجه صورت گیرد.
- در صورت نیاز به مکش منفی نباید از پمپ های سانتریفیوژ استفاده کرد.
- پمپ باید دارای فشار سنج در قسمت مکش و دهش باشد.
- پوسته پمپ باید دارای شیر فشار شکن باشد.
- کوپلینگ باید دارای محافظ باشد.

عیوب احتمالی در پمپ آتش نشانی سانتریفیوژ
- صدای بلند و ناهنجار پمپ
- خراب شدن بلبرینگ
- خراب شدن مکانیکال سیل
- ورود جسم خارجی به محفظه پروانه
- شل شدن پیچ و مهره هایی که پمپ را به شاسی متصل می کند.
- خارج شدن پروانه های پمپ از تعادل

علل افت فشار احتمالی در پمپ های آتش نشانی
- هوا گرفتن سیلندر انتقال آب
- عمق مکش بسیار زیاد
- آسیب رسیدن به پروانه
- وجود جسم خارجی در شیار پروانه

###### تست پمپ آتش نشانی
طبق فصل 5 استاندارد NFPA 25 که به بازرسی و نگهداری پمپ های آتش نشانی پرداخته است لازم است تا به صورت دوره ای و در بازه های زمانی معین پمپ های آتش نشانی مورد بررسی و آزمایش قرار گیرند. از آن جهت که پمپ های آتش نشانی از جمله تجهیزات ضروری اطفا حریق هستند، آزمایش دوره ای آن ها از اهمیت بسیاری برخوردار است. در بررسی پمپ های آتش نشانی به این موضوع توجه شود که پمپ باید هم به صورت دستی و هم به صورت اتوماتیک به درستی روشن شود.
آزمایش های دوره ای پمپ ها می تواند در بازه های یک هفته ای در پمپ های آتش نشانی دیزلی و هم در بازه یک ماهه در پمپ های آتش نشانی الکتریکی صورت گیرد. این بازرسی های دوره ای شامل بررسی وضعیت عمومی پمپ، مخزن سوخت پمپ، مخزن آب پمپ، سلامت اجزای پمپ از جمله یاتاقان ها و صافی ها می باشد.
همه پمپ های آتش نشانی جدا از آزمایش های دوره ای باید به صورت سالیانه مورد آزمایش جریان آب سالانه قرار گیرند. به این صورت که ویژگی های پمپ ها در شرایط صفر، جریان نامی و بیشترین خروجی آب مورد آزمایش قرار گیرد و بازدهی پمپ محاسبه شود تا در صورت کاهش بازدهی علت یابی شود. این کاهش بازدهی ممکن است در اثر آسیب های وارده به پمپ یا مخزن آب پمپ رخ داده باشد.

###### کاربرد پمپ آتش نشانی
از پمپ های آتش نشانی در دو صورت استفاده می شود. حالت اول برای تقویت آب مورد نیاز برای تجهیزات آتش نشانی نصب شده در سیستم اطفا حریق مانند اسپرینکلر و فایر باکس و حالت دوم برای تامین آب مورد نیاز معابر شهری استفاده می گردد.